# Distrito 3 (Cidade de Ho Chi Minh)
O Distrito 3 (em Vietnameita:Quan 3) é um dos 24 distritos da Cidade de Ho Chi Minh, no Vietnam. Está localizado na zona central da cidade . Com uma área total de 4,92 km², o distrito tem uma população de 188 898 habitantes, de acordo com dados de 2010.